# مسلم الدوسري
مسلم عبد الهادي الدوسري (مواليد 13 أكتوبر 1994) هو لاعب كرة قدم سعودي يلعب حالياً في نادي الشرق.

## مسيرة اللاعب
لعب مع نادي الكوكب ونادي السلمية ونادي الوطني ونادي الشرق ونادي القلعة ونادي عفيف ونادي اللواء.